# Szabóné Nogáll Janka
Szabóné Nogáll Janka, Nogáll Aurélia Janka (Johanna) Jozefa (Gyula, 1859. október 13. – Budapest, 1924. november 7.) írónő. A Petőfi Társaság tagja. Szabó Endre költő, műfordító felesége.

## Életpályája
Nogáll László törvényszéki bíró és Farkas Vilhelmina leánya. Tanulmányait otthon, apja vezetése alatt végezte és mint magántanuló szerzett tanítónői oklevelet Nagyváradon 1876-ban. Oklevele előnyeit azonban nem vette igénybe, hanem teljesen az irodalomnak szentelte idejét. 1878-ban Vadnai Károly ismertette meg a közönséggel. 1880. augusztus 7-én Gyulán férjhez ment Szabó Endréhez, Az esketést a menyasszony atyai nagybátyja Nogáll János fölszentelt püspök végezte Göndöcs Benedek kígyósi apát és gyulai esperes-plébános és az egész helybeli klérus segédkezése mellett. Ezután jó időre elhallgatott, csupán a gyermekek számára írogatott. A Petőfi Társaság 1891-ben tagjává választotta.

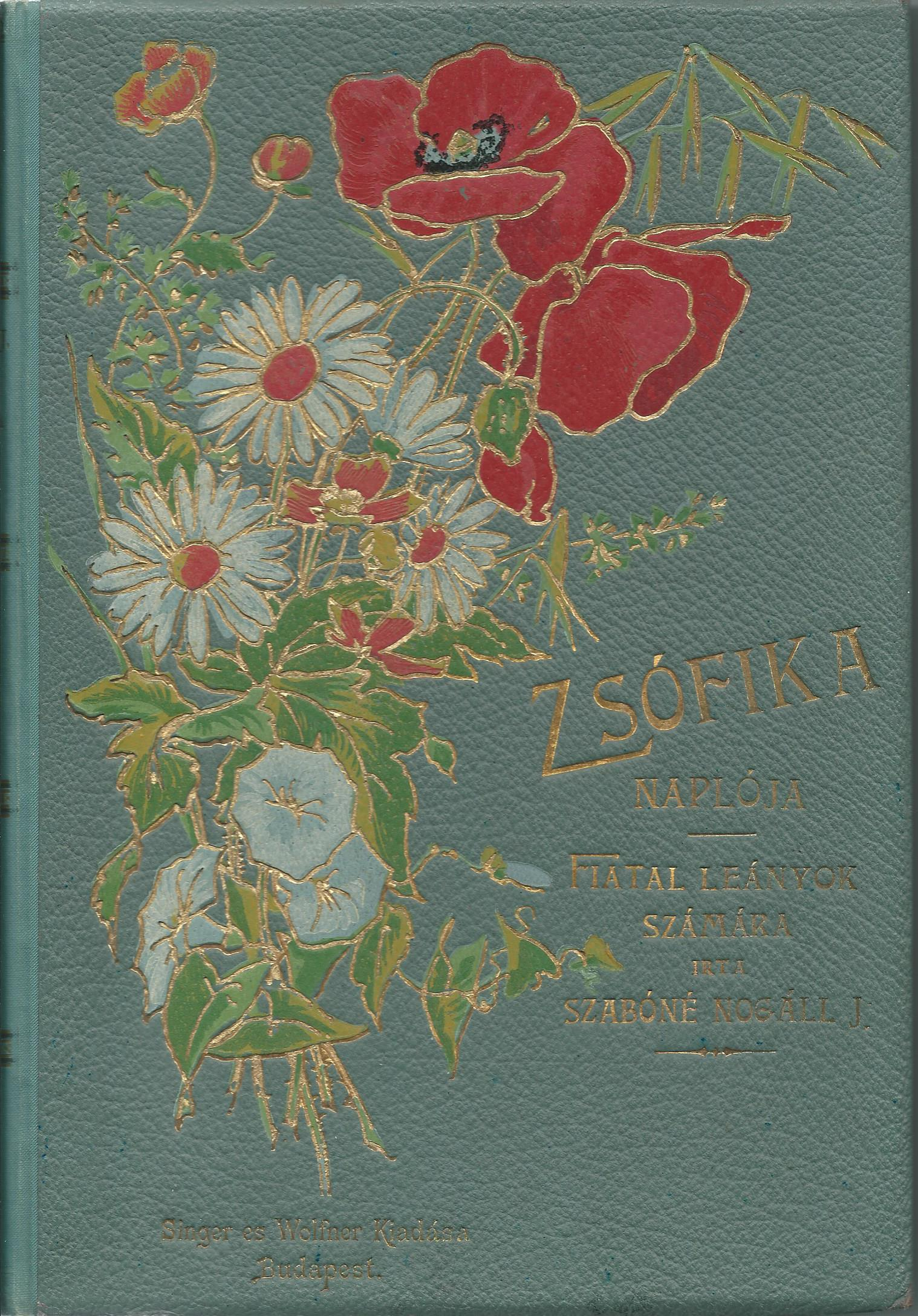
Zsófika naplója c. kötetének borítója (Singer és Wolfner kiadása Budapesten)

Írt sok neveléstani dolgozatot, tárcacikket, elbeszélést a Fővárosi Lapokba, a Családi Körbe és a Dolinay Gyula ifjúsági iratainak rendes munkatársa volt; a Magyar Népvilágban (1880. 27. sz. A növények vándorlása), rendes munkatársa lett a Pesti Naplónak és írt a Magyar Szalonba. Az Athenaeumnak írta az első leányregényt a Pipiskét (1894.) fiatal leányok számára; állandó tárcaírója lett a Magyarországnak. Kisebb beszélyei megjelentek német, francia és orosz fordításban is.
A Divat Szalon, majd a Háztartás című női lapok szerkesztője volt.

## Munkái
- Tizenkét hónap. Regényes rajzok a mindkét nembeli ifjúság számára. Kiadja Dolinay Gyula. Budapest, 1888.
- Igaz történetek a serdülő ifjúság számára. Homicskó Athanáz eredeti rajzaival. Uo. 1891.
- Leányálmok. Elbeszélések. Uo. 1892. (Szépirodalmi könyvtár III. 8.)
- Derű. Elbeszélések. Uo. 1895.
- Biri és egyéb elbeszélések fiatal leányok számára. Mühlbeck és Széchy rajzaival. Uo. 1895.
- Piros bóbitások és egyéb elbeszélések fiatal leányok számára. Mühlbeck rajzaival. Uo. 1895.
- Pipiske. Regény fiatal leányok számára. Uo. 1895.
- Elbeszélések. Uo. 1895. (Athenaeum Olvasótára III. 1.)
- Vezeklés. Regény. Uo. 1897. (Legjobb Könyvek I. 8. Ism. Kath. Szemle 1899.)
- Bűnök. Tizennyolcz elbeszélés. Uo. 1899. (Ism. Polit. Hetiszemle.)
- A kiskocsi és más történetek. Uo. 1900. (Filléres Könyvtár 84.)
- Zsófika naplója. Regény fiatal leányok számára. Uo. 1900.
- Mara és egyéb történetek. Uo. év n. (Magyar Könyvtár 147. Ism. M. Kritika III. 8. sz. 1900.)
- A jó modor. Útmutató a modern társasélet kötelességeinek és az illem szabályainak helyes követésére. Uo. 1904. (Érdekes Könyvtár.)
- Szerelmes asszonyok. Tizenhárom történet. Kiadja a Petőfi-Társaság. Uo. 1905. (Ism. Uj Idők 4. sz., A Hét 1906.).
- A nagyobbik leány. Regény. Mühlbeck rajzaival. Uo. 1906.
- Boldog emberek. Elbeszélések. Uo. 1906. (Ism. Vasárnapi Ujság 25. sz.)
- Flirt. Tizenhét történet (Az Érdekes Ujság könyvtára) 1907?